# Proscenium (Liège)
Proscenium est un théâtre liégeois créé en septembre 1972 situé rue Souverain-Pont.

## Historique
En 1972, Nicole Brahy, André Clérinx et Marcel Van Kerkhoven décident de réunir autour d'eux de jeunes passionnés de théâtre. Afin de rassembler les fonds nécessaires pour monter leur première pièce, ils se font engager comme figurants à l'Opéra Royal de Wallonie.
Pendant près de dix ans, cette nouvelle compagnie va monter de nombreux spectacles et les présenter un peu partout dans la province de Liège. Mais, petit à petit, les comédiens se sentent frustrés de jouer seulement de temps en temps dans diverses salles. Dès lors, la troupe a comme objectif de trouver un lieu attitré afin de jouer ses pièces plusieurs soirs de suite. Après avoir été accueilli par le Théâtre de l'Œil et le Centre Culturel de Chaudfontaine, le Proscenium a une furieuse envie de trouver un lieu où il pourra construire son propre théâtre.
Pendant l'été 1981, la troupe découvre une ancienne salle de vente à louer, au rez-de-chaussée du 28 rue Souverain-Pont. Tous les membres du Proscenium se mettent alors en action pour transformer le lieu en un véritable théâtre. 
Depuis lors, le Théâtre Proscenium est donc installé au cœur de Liège, dans sa propre petite salle de 50 places. Chaque saison, de début septembre à fin juin, il propose une reprise et quatre nouveaux spectacles. 
De locataire, le Proscenium est devenu propriétaire des lieux. Non seulement du rez-de-chaussée, mais de tout le bâtiment. Cela lui permet d'aménager les étages en espace de répétitions, bureau, salle de réunion et local de rangement des costumes et des accessoires.